# Handel Commemoration

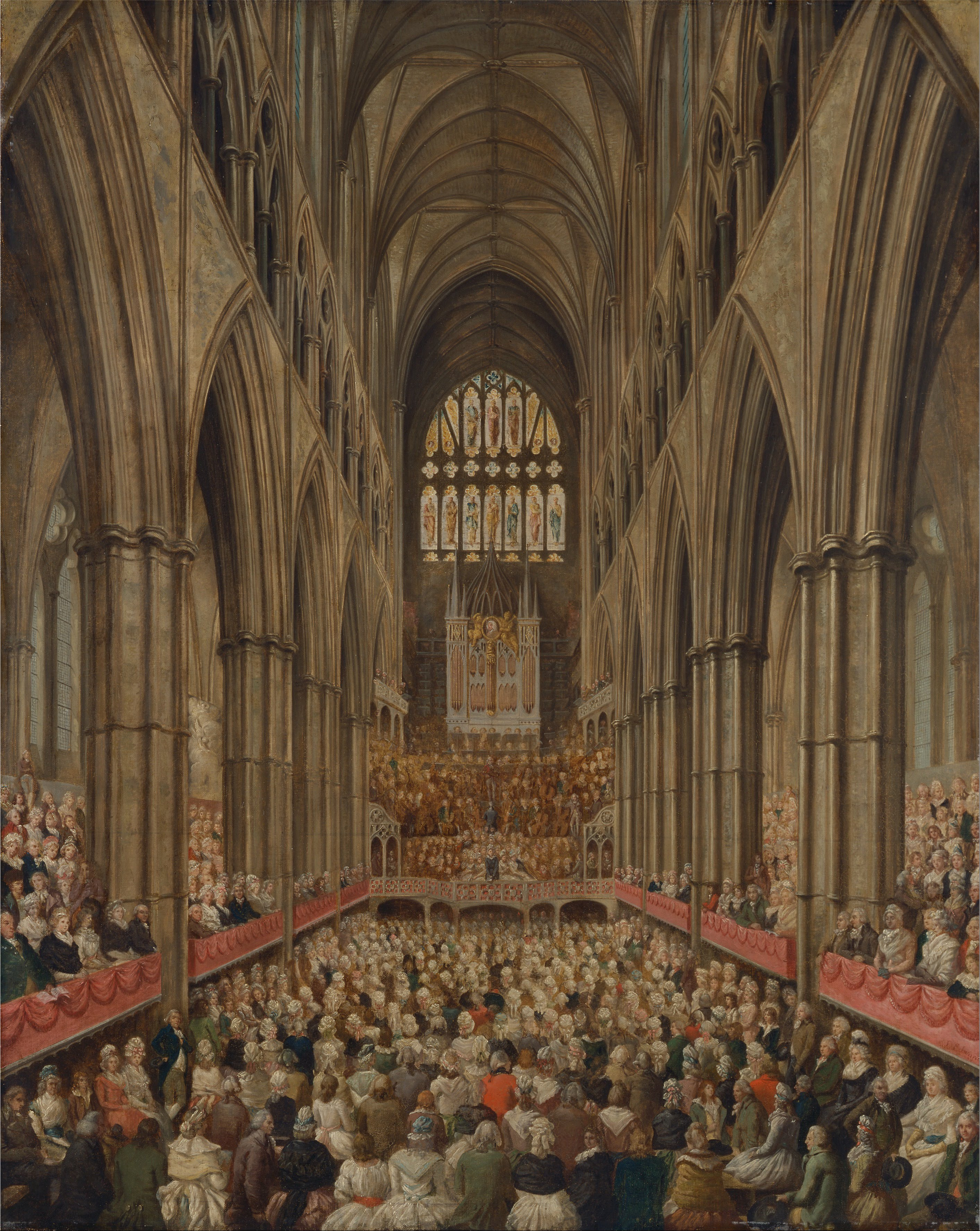
Vista interior de l'Abadia de Westminster en la Commemoració de Georg Friedrich Händel, des de la zona del director, Edward Edwards, ca. 1790 (Centre d'Art Britànic de Yale).

La Handel Commemoration (en català, Commemoració de Handel o Festival Handel) va tenir lloc en l'Abadia de Westminster en 1784, per a commemorar el vint-i-cinquè aniversari de la mort del compositor Georg Friedrich Händel el 1759.
La commemoració la va organitzar John Montagu i els Concerts of Antient Music va prendre la forma d'una sèrie de concerts de música amb obres de Händel, interpretats a l'Abadia de Westminster per un gran nombre de cantants i instrumentistes.
Sobre el mateix monument que el compositor té a l'Abadia, hi ha una petita placa addicional que recorda aquesta commemoració. Charles Burney va publicar un informe sobre la commemoració de l'any següent (1785). La commemoració va establir una moda per a representacions a gran escala de les obres corals del compositor al llarg del segle xix i gran part del segle xx. E.D. Mackerness (A Social History of English Music) ho va descriure com «un esdeveniment únic, el més important en la història de música anglesa».